# Antonín Škoda

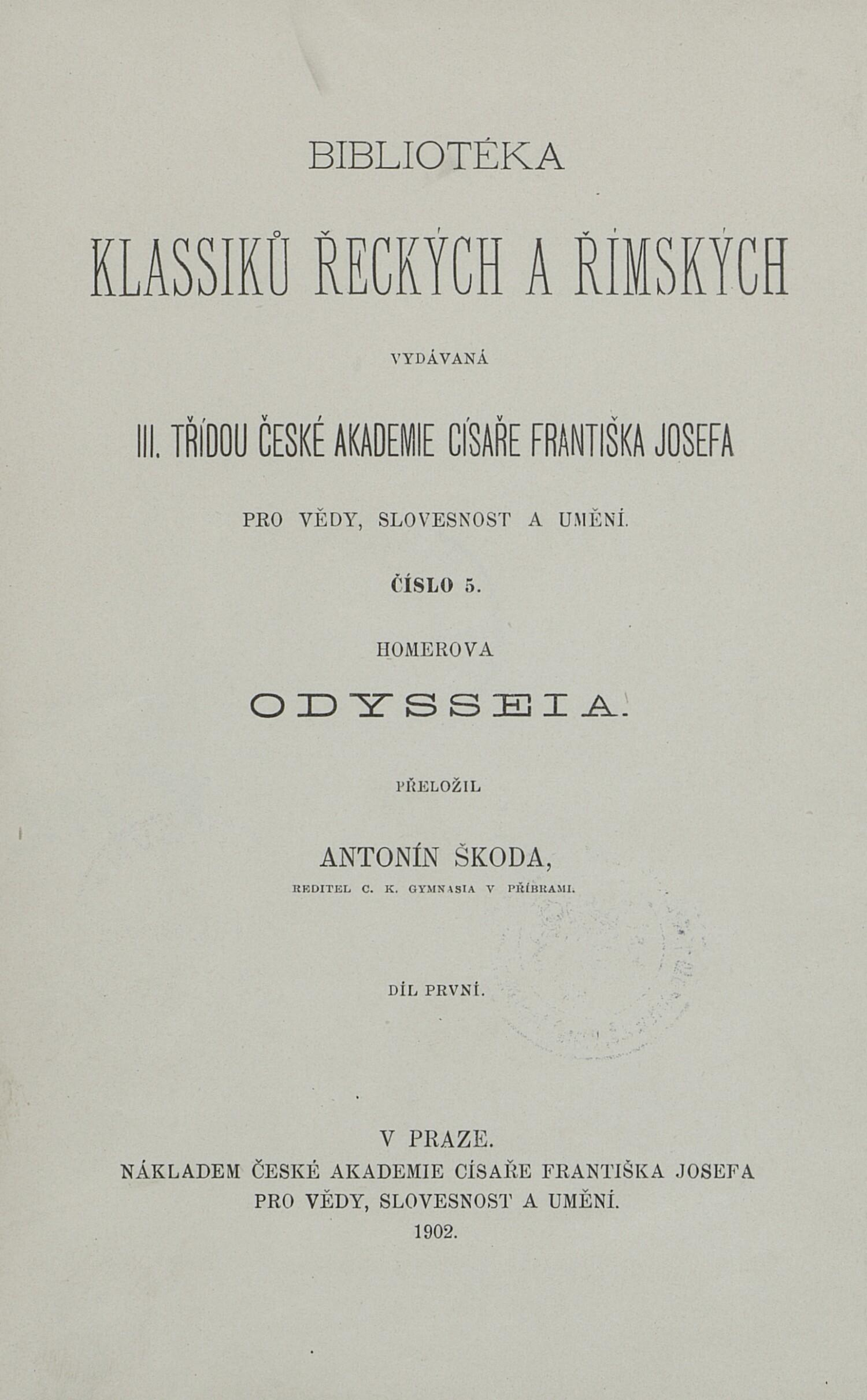
Odysseia, titulní strana, překlad A. Škoda, 1902

Antonín Škoda (7. ledna 1839, Počátky – 25. května 1919, Počátky) byl český středoškolský profesor, překladatel z řečtiny a latiny.

## Život

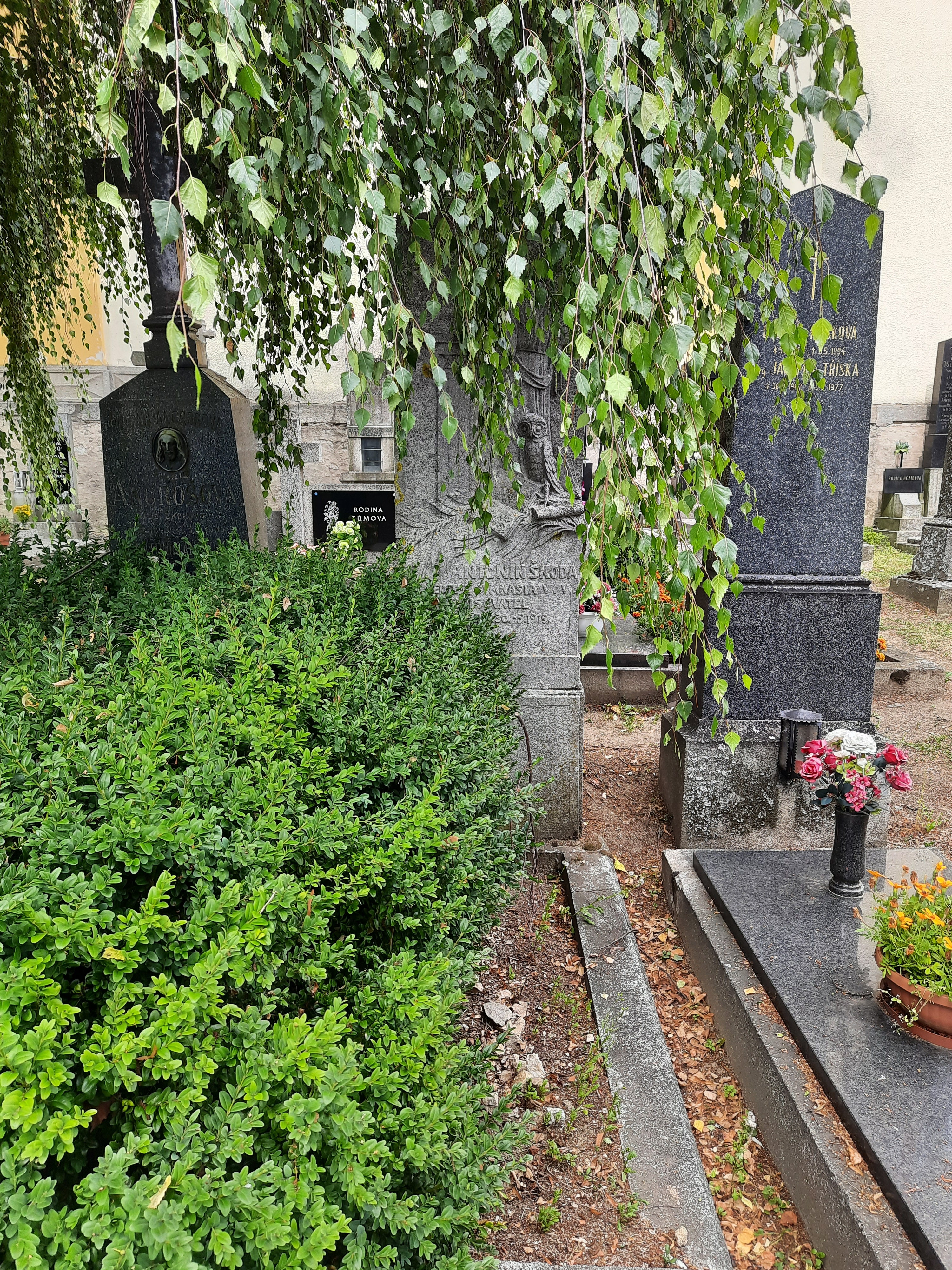
Škodův hrob na hřbitově v Počátkách

V letech 1872–1891 byl ředitelem gymnázia v Domažlicích, poté byl jmenován ředitelem gymnázia v Příbrami. V roce 1905 odešel do výslužby a posledních deset let života strávil v rodných Počátkách, kde zemřel. Pohřben byl na zdejším městském hřbitově.

## Překlady

### z řečtiny
- Homérova Ilias / Homér
- Homérova Odysseia / Homér

### z latiny
- Fasti / Publius Ovidius Naso
- P. Vergilia Marona Aeneis / Vergilius
- P. Vergilia Marona Zpěvy pastýřské a rolnické / Vergilius